# André Fialho
André Fialho Mensurado (Cascaes, Portugal, 7 de abril de 1994) es un artista marcial mixto portugués que compitió en la división de peso wélter de Ultimate Fighting Championship.

## Primeros años
De adolescente, se interesó por el fútbol y también fue campeón de boxeo amateur en su país natal, Portugal, después de que su padre, antiguo boxeador, le convenciera para empezar a boxear y fundara su propio gimnasio en 2019.
Sin embargo, tras conocer a un entrenador de MMA cuando estaba de vacaciones en el Algarve, decidió centrarse únicamente en las MMA. En 2015 se marchó a los Estados Unidos de América en busca de su sueño, ser un luchador profesional de MMA.

## Carrera de artes marciales mixtas

### Bellator MMA
Después de ganar 6 combates en el circuito regional, todas por finalización, hizo su debut en Bellator contra Manuel Meraz el 26 de febrero de 2016 en Bellator 150. Ganó el combate por TKO en el primer asalto.
Se enfrentó a Ricky Reger el 14 de mayo de 2016 en Bellator 154. Ganó el combate por TKO en el primer asalto.
Se enfrentó a Chidi Njokuani el 3 de diciembre de 2016 en Bellator 167. Perdió el combate por KO en el primer asalto.
Se enfrentó a A.J. Matthews el 14 de julio de 2017 en Bellator 181. Ganó el combate por decisión dividida.
Se esperaba que se enfrentara a Brennan Ward el 12 de octubre de 2018 en Bellator 207. Sin embargo, el 10 de septiembre de 2018, Ward notificó a la promoción que se retirará de las MMA. En cambio, fue programado contra Javier Torres. Ganó el combate por decisión mayoritaria.

### Professional Fighters League
Poco después se unió a la Professional Fighters League. Se enfrentó a Chris Curtis el 9 de mayo de 2019 en PFL 1. Perdió el combate por KO en el tercer asalto.
Se enfrentó a Glaico França el 11 de octubre de 2019 en PFL 7. Perdió el combate por decisión mayoritaria, pero França dio positivo por estanozolol y el combate fue cambiado a uno Sin Resultado.

### Legacy Fighting Alliance and XMMA
Se enfrentó a Antonio dos Santos Jr. el 2 de octubre de 2020 en LFA 92. Perdió el combate por decisión unánime.
Se enfrentó a James Vick el 30 de enero de 2021 en XMMA 1. Ganó el combate por TKO en el segundo asalto.

### UAE Warriors
Aterrizaría en la UAE Warriors de los Emiratos Árabes Unidos. Se enfrentó a Sang Hoon Yoo el 19 de junio de 2021 en UAE Warriors 20. Ganó el combate por TKO en el primer asalto. Se enfrentó a Lincoln Henrique el 4 de septiembre de 2021 en UAE Warriors 22. Ganó el combate por KO en el primer asalto. Se enfrentó a Stefan Sekulic el 29 de octubre de 2021 en UAE Warriors 24. 
Ganó el combate por TKO en el primer asalto. Terminó su etapa en la empresa con un récord de 3-0.

### Ultimate Fighting Championship
Debutó en la UFC contra Michel Pereira el 22 de enero de 2022 en UFC 270. Perdió el combate decisión unánime.
Se enfrentó a Miguel Baeza el 16 de abril de 2022 en UFC on ESPN: Luque vs. Muhammad 2. Ganó el combate por TKO en el primer asalto. Esta victoria le valió el premio a la Actuación de la Noche.
Se enfrentó a Cameron VanCamp el 7 de mayo de 2022 en UFC 274. Ganó el combate por KO en el primer asalto. Esta victoria le valió el premio a la Actuación de la Noche.
Se enfrentó a Jake Matthews el 11 de junio de 2022 en UFC 275. Perdió el combate por KO en el segundo asalto.
Se enfrentó a Muslim Salikhov el 19 de noviembre de 2022 en UFC Fight Night: Nzechukwu vs. Cuțelaba. Perdió el combate por TKO en el tercer asalto.

## Campeonatos y logros
- Ultimate Fighting Championship
  - Actuación de la Noche (dos veces) vs. Miguel Baeza y Cameron VanCamp[35][38]

## Récord en artes marciales mixtas
| Resultado     | Récord   | Oponente                | Método                                 | Evento                                  | Fecha                   | Ronda | Tiempo | Localización             | Notas |
| ------------- | -------- | ----------------------- | -------------------------------------- | --------------------------------------- | ----------------------- | ----- | ------ | ------------------------ | --- |
| Derrota       | 16-6 (1) | Muslim Salikhov         | TKO (patada giratoria y puñetazos)     | UFC Fight Night: Nzechukwu vs. Cuțelaba | 19 de noviembre de 2022 | 3     | 1:03   | Las Vegas, Nevada        | |
| Derrota       | 16-5 (1) | Jake Matthews           | KO (puñetazos)                         | UFC 275                                 | 11 de junio de 2022     | 2     | 2:24   | Kallang                  | |
| Victoria      | 16-4 (1) | Cameron VanCamp         | KO (puñetazo)                          | UFC 274                                 | 7 de mayo de 2022       | 1     | 2:35   | Phoenix, Arizona         | Actuación de la Noche.                                                                                                  |
| Victoria      | 15-4 (1) | Miguel Baeza            | TKO (puñetazos)                        | UFC on ESPN: Luque vs. Muhammad 2       | 16 de abril de 2022     | 1     | 4:39   | Las Vegas, Nevada        | Actuación de la Noche.                                                                                                  |
| Derrota       | 14-4 (1) | Michel Pereira          | Decisión (unánime)                     | UFC 270                                 | 22 de enero de 2022     | 3     | 5:00   | Anaheim, California      | |
| Victoria      | 14-3 (1) | Stefan Sekulić          | TKO (codazo y puñetazos)               | UAE Warriors 24                         | 29 de octubre de 2021   | 1     | 1:53   | Abu Dabi                 | |
| Victoria      | 13-3 (1) | Lincoln Henrique        | KO (puñetazos)                         | UAE Warriors 22                         | 4 de septiembre de 2021 | 1     | 4:47   | Abu Dabi                 | |
| Victoria      | 12-3 (1) | Sang Hoon Yoo           | TKO (puñetazos)                        | UAE Warriors 20                         | 19 de junio de 2021     | 1     | 0:18   | Abu Dabi                 | |
| Victoria      | 11-3 (1) | James Vick              | TKO (puñetazos)                        | XMMA: Vick vs Fialho                    | 30 de enero de 2021     | 2     | 2:21   | West Palm Beach, Florida | |
| Derrota       | 10-3 (1) | Antônio dos Santos Jr.  | Decisión (unánime)                     | LFA 92                                  | 2 de octubre de 2020    | 3     | 5:00   | Kansas                   | Combate de peso acordado (180 libras).                                                                                  |
| Sin Resultado | 10-2 (1) | Glaico França           | Sin Resultado (anulado)                | PFL 7                                   | 11 de octubre de 2019   | 2     | 5:00   | Las Vegas, Nevada        | Originalmente una victoria por decisión mayoritaria para França; anulada después de que diera positivo por estanozolol. |
| Derrota       | 10-2     | Chris Curtis            | TKO (puñetazos)                        | PFL 1                                   | 9 de mayo de 2019       | 3     | 4:17   | Uniondale, Nueva York    | |
| Victoria      | 10-1     | Javier Torres           | Decisión (mayoritaria)                 | Bellator 207                            | 12 de octubre de 2018   | 3     | 5:00   | Uncasville, Connecticut  | Combate de peso acordado (177 libras).                                                                                  |
| Victoria      | 9-1      | A.J. Matthews           | Decisión (dividida)                    | Bellator 181                            | 14 de julio de 2017     | 3     | 5:00   | Thackerville, Oklahoma   | |
| Derrota       | 8-1      | Chidi Njokuani          | TKO (puñetazos)                        | Bellator 167                            | 3 de diciembre de 2016  | 1     | 0:21   | Thackerville, Oklahoma   | Combate de peso acordado (175 libras); Njokuani no alcanzó el peso.                                                     |
| Victoria      | 8-0      | Rick Reger              | KO (puñetazos)                         | Bellator 154                            | 14 de mayo de 2016      | 1     | 2:11   | San José, California     | |
| Victoria      | 7-0      | Manuel Meraz            | KO (puñetazos)                         | Bellator 150                            | 26 de febrero de 2016   | 1     | 0:29   | Mulvane, Kansas          | |
| Victoria      | 6-0      | Alvaro Sanches          | KO (puñetazos)                         | International Pro Combat 6              | 26 de enero de 2015     | 1     | 0:53   | Estoril                  | |
| Victoria      | 5-0      | Carlos Antonio de Souza | TKO (puñetazos)                        | Cage Fighters 4                         | 30 de noviembre de 2014 | 1     | 2:31   | Maia                     | |
| Victoria      | 4-0      | Giovanni Diniz          | TKO (puñetazos)                        | Cage Fighters 4                         | 30 de noviembre de 2014 | 1     | 1:00   | Maia                     | |
| Victoria      | 3-0      | Wanderson Silva         | TKO (puñetazos)                        | Cage Fighters 4                         | 30 de noviembre de 2014 | 2     | 1:52   | Maia                     | |
| Victoria      | 2-0      | Nuno Faria              | Sumisión (estrangulamiento por detrás) | International Pro Combat 5              | 2 de noviembre de 2014  | 1     | 3:17   | Estoril                  | |
| Victoria      | 1-0      | Henry Deiby Lima        | TKO (puñetazos)                        | Invictus Pro MMA League 1               | 27 de julio de 2014     | 1     | 3:46   | Estoril                  | |